# ミツオシエ科
ミツオシエ科（ミツオシエか、Indicatoridae）は、鳥綱キツツキ目に分類される科。模式属はミツオシエ属。

## 分布
ミツオシエ属の一部を除いた全種はアフリカ大陸に分布する。
アフリカ大陸、インドネシア、インド北部、タイ、ネパール、パキスタン北東部、ブータン、マレーシア

## 形態
全長10 - 20cm。上面は灰色や褐色、緑褐色の羽毛で覆われる。
第1、第4趾が後方に、第2、3趾が前方にある（対趾足）。確認されている限りでは腸内に蝋を分解できるバクテリアを持つ。
卵は白く分厚い殻で覆われる種が多い。

## 分類
以下の分類・英名は、IOC World Bird List (v11.1)に従う。
- ミツオシエ属 Indicator
  - Indicator archipelagicus マレーミツオシエ Malaysian honeyguide
  - Indicator conirostris ハシブトミツオシエ Thick-billed honeyguide
  - Indicator exilis マメミツオシエ Least honeyguide
  - Indicator indicator ノドグロミツオシエ Greater honeyguide
  - Indicator maculatus シロボシミツオシエ Spotted honeyguide
  - Indicator meliphilus ヒガシマメミツオシエ Pallid honeyguide
  - Indicator minor コミツオシエ Lesser honeyguide
  - Indicator pumilio コビトミツオシエ Dwarf honeyguide
  - Indicator willcocksi ニシマメミツオシエ Willcocks's honeyguide
  - Indicator variegatus ウロコミツオシエ Scaly-throated honeyguide
  - Indicator xanthonotus インドミツオシエ Yellow-rumped honeyguide

- タテゴトミツオシエ属 Melichneutes
  - Melichneutes robustus タテゴトミツオシエ Lyre-tailed honeyguide

- Melignomon
  - Melignomon eisentrauti キアシミツオシエ Yellow-footed honeyguide
  - Melignomon zenkeri コバシミツオシエ Zenker's honeyguide

- ヒメミツオシエ属 Prodotiscus
  - Prodotiscus insignis オリーブヒメミツオシエ Cassin's honeybird
  - Prodotiscus regulus ヒメミツオシエ Brown-backed honeybird
  - Prodotiscus zambesiae ヒガシオリーブミツオシエ Green-backed honeybird

## 生態
森林に生息する。
主に昆虫、蝋（カイガラムシ、ハチの巣）を食べる。
繁殖形態は卵生。確認されている限りでは樹洞を巣にする鳥類の巣に、1回に1個の卵を産む（托卵）。孵化した雛は、先が曲がった鋭い嘴で宿主の卵を破壊したり雛を殺し、宿主から与えられる食物を独占する。その後嘴は成長に伴って真っ直ぐになっていく。

## 人間との関係
少なくともノドグロミツオシエは人間を含めた大型動物に鳴き声をあげてミツバチの巣に誘導し、それらにミツバチの巣を破壊させハチの巣や幼虫をおこぼれとして食べる。この行動が和名や英名（honeyguide=蜂蜜案内）の由来になっているが、多くの種では自ら蜂の巣を襲うため、こうした行動は行わない。